# 寶樹院 (西東京市)
寶樹院（ほうじゅいん）は、東京都西東京市泉町にある真言宗智山派の寺。宝樹院と記されることもある。
山号は慈光山、寺号は薬王寺と号し、本尊には薬師如来を祀る。慈光とは、諸仏・菩薩の大慈の光明を示す。本山は京都市東山区の智積院。
如意輪寺、寳晃院、東禅寺と合わせて保谷四軒寺と呼ばれる（以前は当寺、如意輪寺、寳晃院、西光寺（現総持寺）だったが、西光寺移転後は東禅寺となる）。また、多摩八十八ヶ所霊場の三十四番札所である。境内にある宝篋印塔は1655年（承応4年）に造られたもので、江戸時代初期の様式をよく表している。また、銭洗弁天坐像は、かつて江戸時代に境内に池があった名残りで、「弁天さま」として親しまれてきたものである。

## 歴史
源空法印（1711年（正徳元年）寂）により上保谷村字上宿（現在の住吉町一丁目および泉町一丁目）に開山したと伝えられる。1931年（昭和6年）に現在地に移転した。

## 文化財
一文銭向い目絵馬二枚 - 西東京市指定文化財第41号
「一文銭向い目絵馬」は江戸時代に眼病平癒を願って奉納されたものである。縁日などに奉納された多数の絵馬の内、現存する2枚が当寺に所蔵されている。薬師如来を本尊とし病気平癒を願う信徒の信仰を集めた、寶樹院の薬師信仰を伝える資料でもある。

## 交通
西武鉄道池袋線ひばりヶ丘駅から徒歩20分。

## ギャラリー

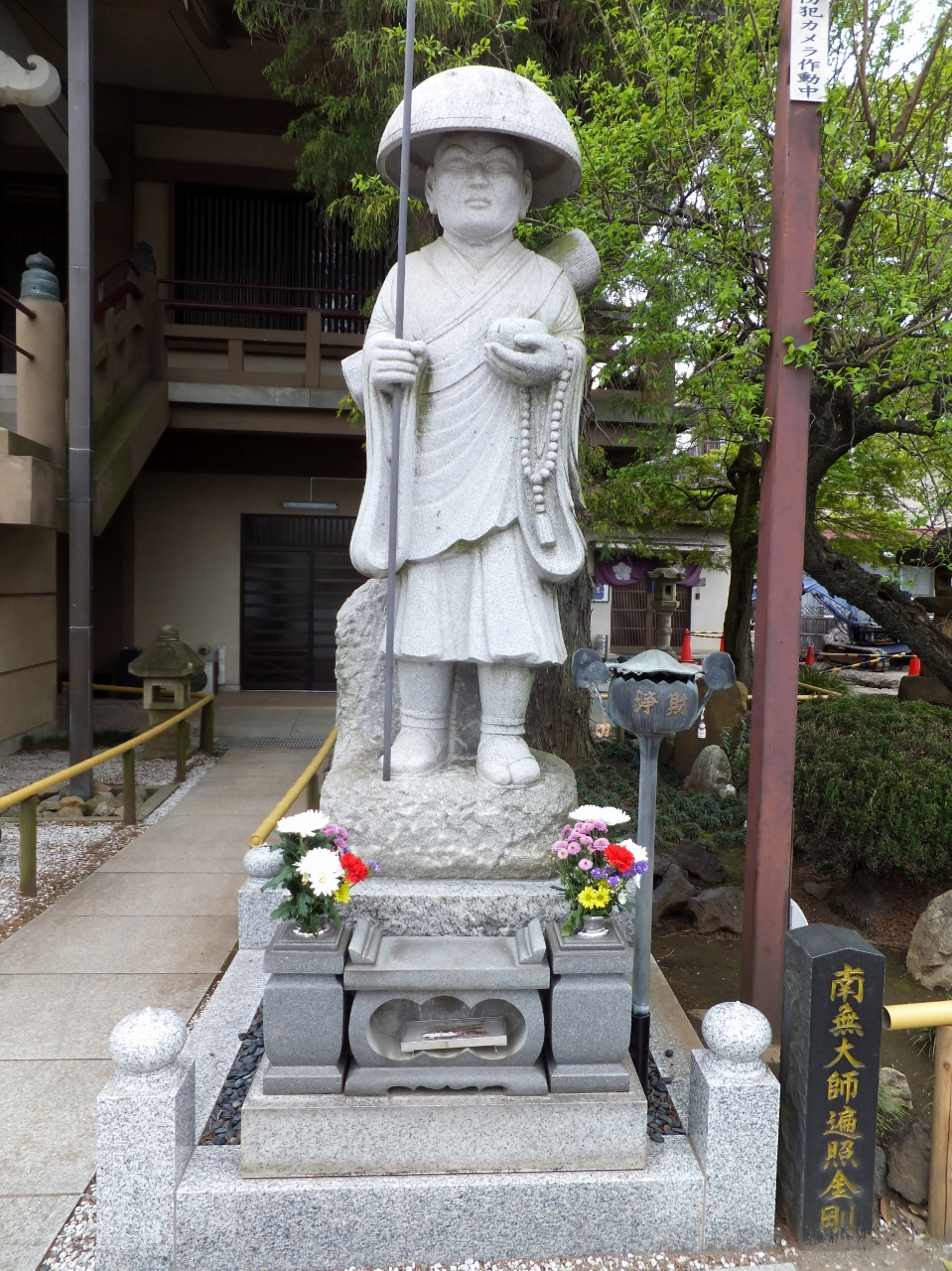
南無大師遍照金剛像 （2016年4月10日撮影）
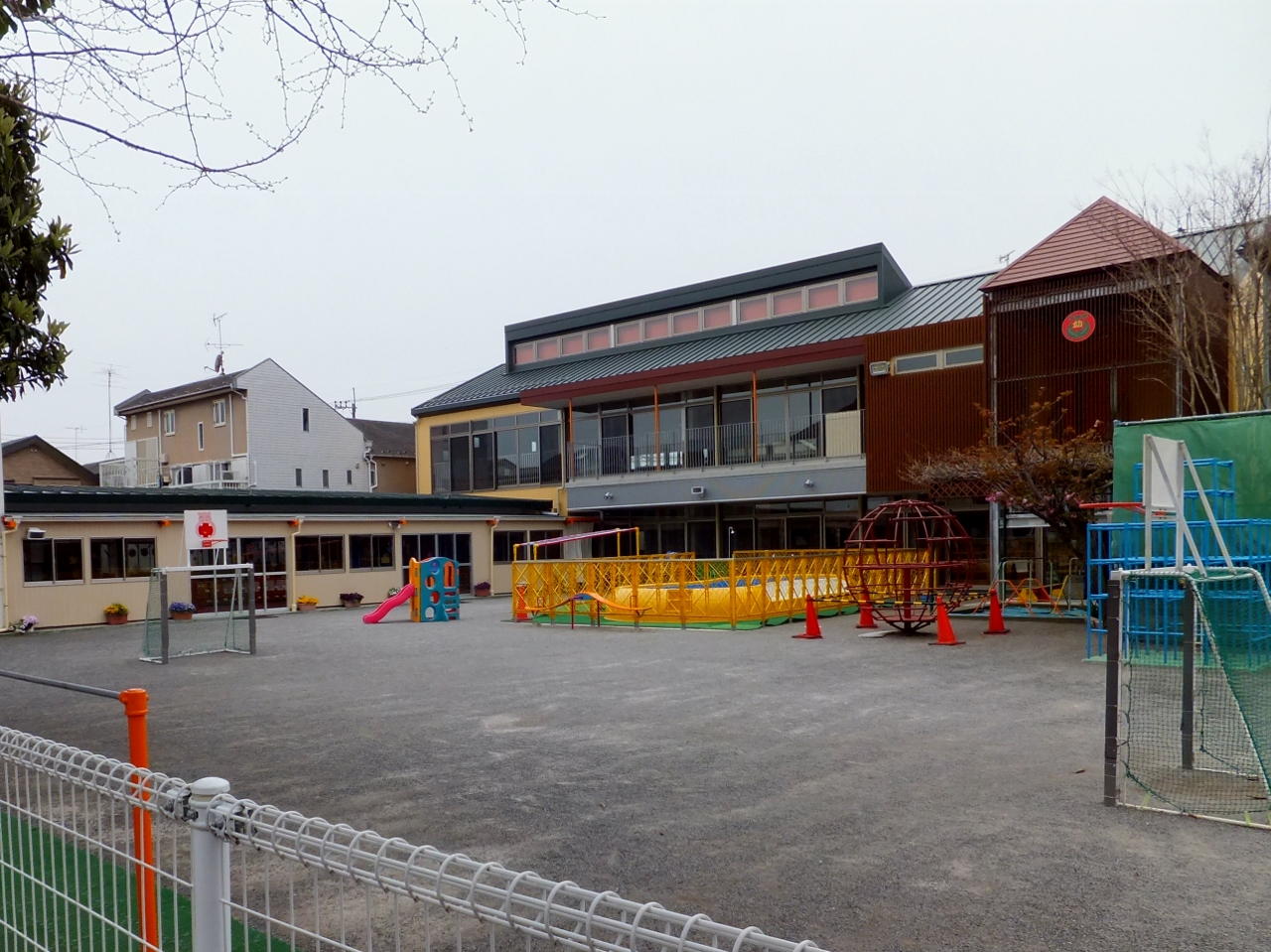
宝樹院幼稚園 （2016年4月10日撮影）